# Thomas Ravelli
Thomas Ravelli (* 13. srpna 1959 Vimmerby, Švédsko) je bývalý švédský fotbalista, který hrával na pozici brankáře. V roce 1981 získal ve Švédsku ocenění Guldbollen pro nejlepšího fotbalistu roku. Za švédskou fotbalovou reprezentaci nastoupil k 143 zápasům, což ho řadí na druhé místo ze všech švédských fotbalistů (je to vysoké číslo i v celkovém měřítku všech světových fotbalistů). 10. září 2013 překonal totiž jeho prvenství Anders Svensson.

## Rodina

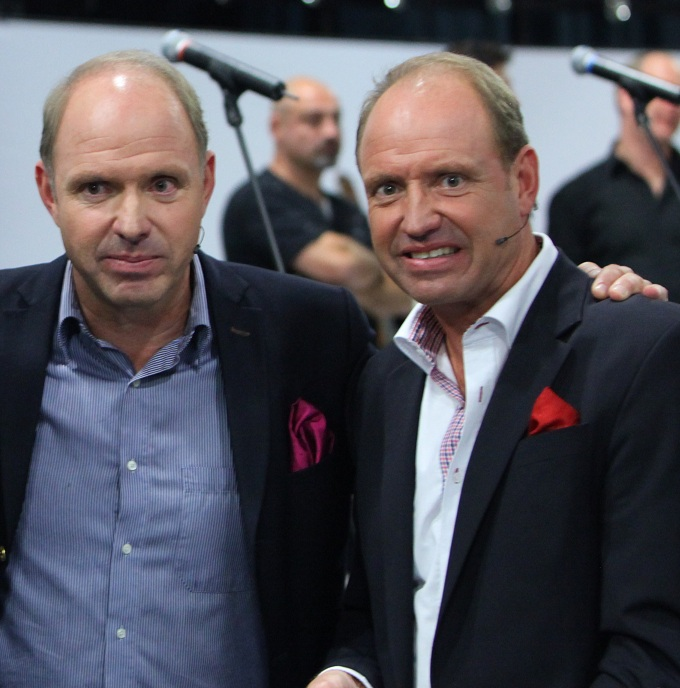
Thomas (vlevo) a Andreas Ravelli v roce 2010.

Rodiče byli rakouští imigranti italského původu. Jeho bratr-dvojče Andreas hrál také fotbal, avšak na pozici obránce. Oba bratři spolu hráli ve švédské reprezentaci i v klubu Östers IF.

## Klubová kariéra
Ve Švédsku získal celkem 9 ligových titulů, tři v dresu Östers IF a šest s týmem IFK Göteborg, s nímž navíc v roce 1991 vyhrál švédský fotbalový pohár Svenska Cupen. V roce 1994 skončil na druhém místě (za Michelem Preud'hommem z Belgie) v anketě IFFHS Brankář roku. V roce 1998 absolvoval krátkou anabázi v americkém klubu Tampa Bay Mutiny. Kariéru ukončil v mateřském klubu Östers IF.

## Reprezentační kariéra
Nastupoval i za švédskou fotbalovou reprezentaci. Celkem odehrál v národním týmu 143 zápasů.
Účast Thomase Ravelliho na vrcholových turnajích:
- Mistrovství světa 1990 v Itálii (vyřazení v základní skupině C)
- Mistrovství Evropy 1992 ve Švédsku (prohra 2:3 v semifinále s Německem)
- Mistrovství světa 1994 v USA (3. místo)